# Baltic Cup 1936
Baltic Cup 1936 – turniej towarzyski Baltic Cup 1936, odbył się w dniach 29 - 31 sierpnia 1936 roku w stolicy Łotwy Rydze. W turnieju tradycyjnie wzięły udział trzy zespoły: drużyna gospodarzy, Litwy i Estonii.

## Mecze
| 29 sierpnia |  | Łotwa | 2 | - | 1 | Litwa |

| 30 sierpnia |  | Estonia | 2 | - | 1 | Litwa |

| 31 sierpnia |  | Łotwa | 2 | - | 1 | Estonia |

## Końcowa tabela
| M | Reprezentacja | L.m. | Zw. | Rem. | Por. | Bramki | R.br. | Pkt |
| 1 | Łotwa         | 2    | 2   | 0    | 0    | 4:2    | +2    | 4   |
| 2 | Estonia       | 2    | 1   | 0    | 1    | 3:3    | 0     | 2   |
| 3 | Litwa         | 2    | 0   | 0    | 2    | 2:4    | -2    | 0   |

Triumfatorem turnieju Baltic Cup 1936 został zespół Łotwy.